# Liste der Mitglieder im 6. Inatsisartut
Das 6. Inatsisartut wurde nach der Parlamentswahl in Grönland 1995 gebildet und war bis 1999 im Amt.

## Aufbau
- IA: 6
- S: 12
- AP: 2
- A: 10
- Unabh.: 1

- IA: 6
- S: 13
- AP: 1
- A: 10
- Unabh.: 1

| Partei | Partei                         | Abgeordnete zu Beginn der Legislaturperiode | Abgeordnete zum Ende der Legislaturperiode | Abgänge                             | Zugänge                                          |
| ------ | ------------------------------ | ------------------------------------------- | ------------------------------------------ | ----------------------------------- | ------------------------------------------------ |
|        | Siumut                         | 12                                          | 13                                         | Agnethe Davidsen Lars-Emil Johansen | Karl Lyberth Laannguaq Lynge Paaviaaraq Heilmann |
|        | Atassut                        | 10                                          | 10                                         | keine                               | keine                                            |
|        | Inuit Ataqatigiit              | 6                                           | 6                                          | Jens Napaattooq Kuupik Kleist       | Evald Brønlund Manasse Berthelsen                |
|        | Akulliit Partiiat              | 2                                           | 1                                          | Karl Lyberth                        | keine                                            |
|        | Kandidatenverbund (unabhängig) | 1                                           | 1                                          | keine                               | keine                                            |
| Gesamt | Gesamt                         | 31                                          | 31                                         |                                     |                                                  |

## Parlamentspräsidium
|                     | 24. März 1995 – 2. Mai 1997       | 2. Mai 1997 – 19. September 1997  | 19. September 1997 – 9. März 1999 |
| ------------------- | --------------------------------- | --------------------------------- | --------------------------------- |
| Vorsitzender        | Knud Sørensen (Atassut)           | Jonathan Motzfeldt (Siumut)       | Anders Andreassen (Siumut)        |
| 1. Vizevorsitzender | Ruth Heilmann (Siumut)            | Hans Enoksen (Siumut)             | Finn Karlsen (Atassut)            |
| 2. Vizevorsitzender | Finn Karlsen (Atassut)            | Otto Steenholdt (Atassut)         | Hans Enoksen (Siumut)             |
| 3. Vizevorsitzender | Lars Sørensen (Inuit Ataqatigiit) | Finn Karlsen (Atassut)            | Lars Sørensen (Inuit Ataqatigiit) |
| 4. Vizevorsitzender | Hans Enoksen (Siumut)             | Lars Sørensen (Inuit Ataqatigiit) | Otto Steenholdt (Atassut)         |

## Abgeordnete
Es wurden folgende Personen gewählt. Personen, die zum Ende der Legislaturperiode nicht mehr im Amt waren, sind grau markiert:
| Wahlkreis           | Mitglied                         | Geburtsjahr | Partei | Partei                   | Anmerkung                                                      |
| ------------------- | -------------------------------- | ----------- | ------ | ------------------------ | -------------------------------------------------------------- |
| Tasiilaq (AM)       | Anders Andreassen                | 1944        |        | Siumut                   | Parlamentspräsident ab dem 19. September 1997                  |
| Mittelgrönland      | Agnethe Davidsen                 | 1947        |        | Siumut                   | Agnethe Davidsen trat im Frühjahr 1997 zurück.                 |
| Mittelgrönland      | Hans Enoksen                     | 1956        |        | Siumut                   |                                                                |
| Mittelgrönland      | Ruth Heilmann                    | 1945        |        | Siumut                   |                                                                |
| Südgrönland         | Lars Karl Jensen                 | 1949        |        | Siumut                   |                                                                |
| Diskobucht          | Marianne Jensen                  | 1949        |        | Siumut                   |                                                                |
| Mittelgrönland      | Lars Emil Johansen               | 1946        |        | Siumut                   | Lars Emil Johansen trat am 19. September 1997 zurück.          |
| Upernavik           | Niels Mattaaq                    | 1937        |        | Siumut                   |                                                                |
| Südgrönland         | Jonathan Motzfeldt               | 1938        |        | Siumut                   | Parlamentspräsident vom 2. Mai 1997 bis zum 19. September 1997 |
| Uummannaq           | Mikael Petersen                  | 1956        |        | Siumut                   |                                                                |
| Südgrönland         | Kristine Raahauge                | 1949        |        | Siumut                   |                                                                |
| Diskobucht          | Peter Grønvold Samuelsen         | 1960        |        | Siumut                   |                                                                |
| Mittelgrönland      | Siverth K. Heilmann              | 1953        |        | Atassut                  |                                                                |
| Südgrönland         | Finn Karlsen                     | 1952        |        | Atassut                  |                                                                |
| Mittelgrönland      | Anders Nilsson                   | 1946/47     |        | Atassut                  |                                                                |
| Südgrönland         | Peter Ostermann                  | 1939        |        | Atassut                  |                                                                |
| Avanersuaq          | Naimanngitsoq Petersen           | 1957        |        | Atassut                  |                                                                |
| Tasiilaq            | Jakob Sivertsen                  | 1943        |        | Atassut                  |                                                                |
| Mittelgrönland (AM) | Daniel Skifte                    | 1936        |        | Atassut                  |                                                                |
| Diskobucht          | Knud Sørensen                    | 1934        |        | Atassut                  | Parlamentspräsident bis zum 2. Mai 1997                        |
| Diskobucht          | Konrad Steenholdt                | 1942        |        | Atassut                  |                                                                |
| Mittelgrönland      | Otto Steenholdt                  | 1936        |        | Atassut                  |                                                                |
| Mittelgrönland (AM) | Kuupik Kleist                    | 1958        |        | Inuit Ataqatigiit        | Kuupik Kleist trat im November 1996 zurück.                    |
| Südgrönland         | Josef Motzfeldt                  | 1941        |        | Inuit Ataqatigiit        |                                                                |
| Diskobucht          | Maliinannguaq Marcussen Mølgaard | 1960        |        | Inuit Ataqatigiit        |                                                                |
| Ittoqqortoormiit    | Jens Napaattooq                  | 1966        |        | Inuit Ataqatigiit        | Jens Napaattooq wurde für unwählbar erklärt.                   |
| Mittelgrönland      | Johan Lund Olsen                 | 1958        |        | Inuit Ataqatigiit        |                                                                |
| Südgrönland (AM)    | Lars Sørensen                    | 1959        |        | Inuit Ataqatigiit        |                                                                |
| Mittelgrönland (AM) | Bjarne Kreutzmann                | 1943        |        | Akulliit Partiiat        |                                                                |
| Mittelgrönland      | Karl Lyberth                     | 1959        |        | Akulliit Partiiat/Siumut | Karl Lyberth wechselte am 24. Oktober 1995 die Partei.         |
| Diskobucht          | Anthon Frederiksen               | 1953        |        | Kandidatenverbund        |                                                                |
| Stellvertreter      |                                  |             |        |                          |                                                                |
| Mittelgrönland      | Paaviaaraq Heilmann              | 1958        |        | Siumut                   | 1. Stellvertreter für Lars Emil Johansen                       |
| Mittelgrönland      | Laannguaq Lynge                  | 1943        |        | Siumut                   | 1. Stellvertreterin für Agnethe Davidsen                       |
| Mittelgrönland (AM) | Manasse Berthelsen               | 1966/67     |        | Inuit Ataqatigiit        | 1. Stellvertreter für Kuupik Kleist                            |
| Ittoqqortoormiit    | Evald Brønlund                   | 1949        |        | Inuit Ataqatigiit        | 1. Stellvertreter für Jens Napaattooq                          |